# Lago azul/Se riesci a non morire
Lago azul/Se riesci a non morire è un singolo della cantante italiana Iva Zanicchi, pubblicato per il mercato spagnolo nel 1978.

## Tracce
Lato A
- Lago azul (Blue Bayou) - 4:05 - (R. Orbinson - J. Melson - Adattamento spagnolo: G. Ronstadt)

Lato B
- Se riesci a non morire - 2:50 - (P. Felisatti - C. Daiano)